# بری فرای
بری فرای (انگلیسی: Barry Fry؛ زادهٔ ۷ آوریل ۱۹۴۵) بازیکن فوتبال اهل بریتانیا است.
از باشگاه‌هایی که در آن بازی کرده‌است می‌توان به باشگاه فوتبال بدفورد تاون، باشگاه فوتبال لوتون تاون، باشگاه فوتبال بولتون واندررز، باشگاه فوتبال ابسفلیت یونایتد، باشگاه فوتبال رومفورد، باشگاه فوتبال سنت آلبنز سیتی، باشگاه فوتبال منچستر یونایتد، باشگاه فوتبال دانستیبل تاون، و باشگاه فوتبال لیتون اورینت اشاره کرد.